# ヨハン・ペーター・エミリウス・ハートマン
ヨーハン・ペーター・エミリウス・ハートマン（Johann Peter Emilius Hartmann, 1805年5月14日 コペンハーゲン – 1900年3月10日 同地）は、デンマークの作曲家。息子エミールも作曲家になった。単にJ・P・E・ハートマン（J.P.E. Hartmann）と記されることも多い。

## 略歴
ドイツ系の音楽家の家系に生まれる。当初は父親から音楽の手解きを受けたものの、できる限り独習するようになる。父親の望みを容れて法理学を学び、文官として1829年から1870年まで務め上げるが、積極的な音楽活動も追究した。1824年までにはコペンハーゲン・ガルニソン教会（Garnisons Kirke）のオルガニストに就任しており、1832年には、歌劇《大烏（Ravnen）》によって作曲家デビューを果たす。
1836年にドイツとフランスに初めて遊学し、ルイジ・ケルビーニやジョアッキーノ・ロッシーニ、ルイ・シュポーア、フレデリック・ショパンら当地の名高い音楽家と親交を結ぶ。とりわけシュポーアは、デンマーク人作曲家のクリストフ・エルンスト・フリードリヒ・ヴァイゼと並んで最も重要な助言者となった。その後も数年間ドイツを訪問しながら、その間デンマーク音楽協会を1836年に設立して、没年までその会長を務めた。1843年にガルニソン教会から、コペンハーゲン聖母教会（Vor Frue Kirke）に移籍し、また学生合唱協会の指揮者も務めた。これらの任務も没年まで就いていた。
1827年よりジュゼッペ・シボーニ音楽学校で教鞭を執った後、1867年にニルス・ゲーゼやホルガー・シーモン・パウリらとともにコペンハーゲン音楽院の設立に尽力してその院長に就任した。生前のハートマンはデンマークの音楽界の中心人物であり、多くから音楽関係の絶対的な権威と認められていた。息子エミール・ハートマンも作曲家であり、娘はニルス・ゲーゼと結婚した。

## 作曲様式
ハートマンの作品は、真摯な表現と劇的な生命力、とりわけ、デンマークの聴衆に奥底から訴えかける民族的な色彩が特徴的である。北欧的な要素は1830年代以降に強烈に浮上し、デンマーク民謡に基づく主題、どちらかというと暗い音色に向かいがちな傾向、そして転調に顕著である。ハートマンはこのようなロマン主義的な影響を、古典的な訓練によって培った形式感や主題操作に結びつけた。したがってハートマンの作風は、しばしばフェリックス・メンデルスゾーンのそれを連想させる。

## 主要作品一覧

### 管弦楽曲
- 交響曲 第1番 ト短調 作品17 （1835年）
- 交響曲 第2番 ホ長調 作品48 （1847年～1848年）
- アダム・エーレンシュレーヤーの悲劇による演奏会用序曲:
  - アクセルとヴァルボア（Axel og Valborg） 作品57 （1856年）
  - コレッジョ（Corregio） 作品59 （1858年）
  - ユルサ（Yrsa） 作品78 （1883年）
- 劇付随音楽:
  - カール・ボアゴーの『ウンディーネ（Undine）』作品33 （1842年）
  - エーレンシュレーヤーの『ホーコン・ヤール（Hakon Jarl）』作品40 （1844年～1857年）
  - ダンテ（Dante） 作品85 （1888年）
- バレエ音楽:
  - ワルキューレ（Valkyrien） (The Valkyries) 作品62 （1860年～1861年）
  - （Thrymskviden） 作品67 （1867年～1868年）
  - （Arcona） 作品72 （1873年～1875年）

### 室内楽曲
- ヴァイオリン・ソナタ 第1番 ト短調 作品8 （1826年）
- ヴァイオリン・ソナタ 第2番 ハ長調 作品39 （1844年）
- ヴァイオリン・ソナタ 第3番 ト短調 作品83 （1886年）
- フルート・ソナタ 変ロ長調 作品1 （1825年）

### ピアノ曲
- ピアノ・ソナタ 第1番 ニ短調 作品34 （1841年）
- ピアノ・ソナタ 第2番 ヘ長調 （1853年）
- ピアノ・ソナタ 第3番 イ短調 作品80 （1876年～1883年）
- 多数の小品

### オルガン曲
- 幻想曲 イ長調 （1826年）
- 幻想曲 ヘ短調 作品20 （1837年出版）
- トルヴァルセンのための葬送行進曲 （1844年、オルガンと吹奏楽のための。オルガン独奏版は1879年出版）
- エーレンシュレーヤーのための葬送行進曲 （1850年、オルガンと吹奏楽のための）
- オルガン・ソナタ ト短調 作品58 （1855年）
- ニルセンのための葬送行進曲  （1860年）
- 大学祝典前奏曲 （1879年、吹奏楽のための）

### 声楽曲
- 歌劇
  - 大烏（Ravnen） 作品12 （1830年～1832年）
  - 海賊 （Korsarerne） 作品16 （1832年～1835年）
  - 小さなキアステン （Liden Kirsten） 作品44 （1844年～1846年）
- カンタータ（多数）
- アダム・エーレンシュレーヤーによるメロドラマ《金の角（Guldhornene）》作品11 （1832年）
- 合唱曲
- リート

## 参考資料・外部リンク
- "Hartmann 3)" in Meyers Konversations-Lexikon, Leipzig and Vienna: Verlag des Bibliographischen Instituts, 1885–92, 4th ed., vol. 8, pp. 185–86.